# Arches dorées

Arches Dorées

Les Arches Dorées sont le logo de la chaîne mondiale de restauration rapide McDonald's depuis 1962. Il représente une image stylisée de la première lettre de l'enseigne.
Une enquête menée dans plusieurs pays révéla que les fameuses arches avaient plus de familiarité envers les participants que la croix chrétienne.

## Histoire
Les arches jaunes furent conçues en 1952, lorsque Richard et Maurice McDonald décidèrent que leur restaurant de San Bernardino avait besoin d'un nouveau design, répondant à deux objectifs : plus d'efficacité et une esthétique attrayante. Après consultation de plusieurs architectes, ils choisirent Stanley Meston, de Fontana. Les frères lui suggérèrent d'utiliser deux arches semi-circulaires distinctes de chaque côté. Meston, avec son assistant Charlie Fish, approuva l'idée et créa deux arches en tôle de 7,6 m peintes en jaune sur la façade du bâtiment.
En 1962, l'entreprise chercha un nouveau logo pour rafraîchir son image. Fred Turner suggéra un « V », mais Jim Schindler remplaça le « V » par un « M », représentant deux arches reliées traversant le toit stylisé du bâtiment. En 1968, les éléments de toiture disparurent du logo.
Les couleurs rouge et jaune du logo McDonald's ne sont pas fortuites : il s'agit d'une combinaison lumineuse qui, selon les psychologues, stimulerait l'appétit.

## Arches atypiques
Certaines arches contemporaines ne sont pas dorées. À Sedona, en Arizona, les arches sont bleu canard, car les autorités locales estimaient que des arches ordinaires ne s'intégreraient pas bien au paysage environnant. Par ailleurs, des arches d'une telle autre couleur attireraient davantage de touristes,,. 
Un restaurant McDonald's à Monterey (Californie) a des arches noires.
Les restaurants des Champs-Élysées et de Bruges (Belgique) ont des arches blanches.
D'autres n'ont qu'une seule arche, tel celui de Pine Bluff (Arkansas) qui est inscrit au Registre national des lieux historiques.

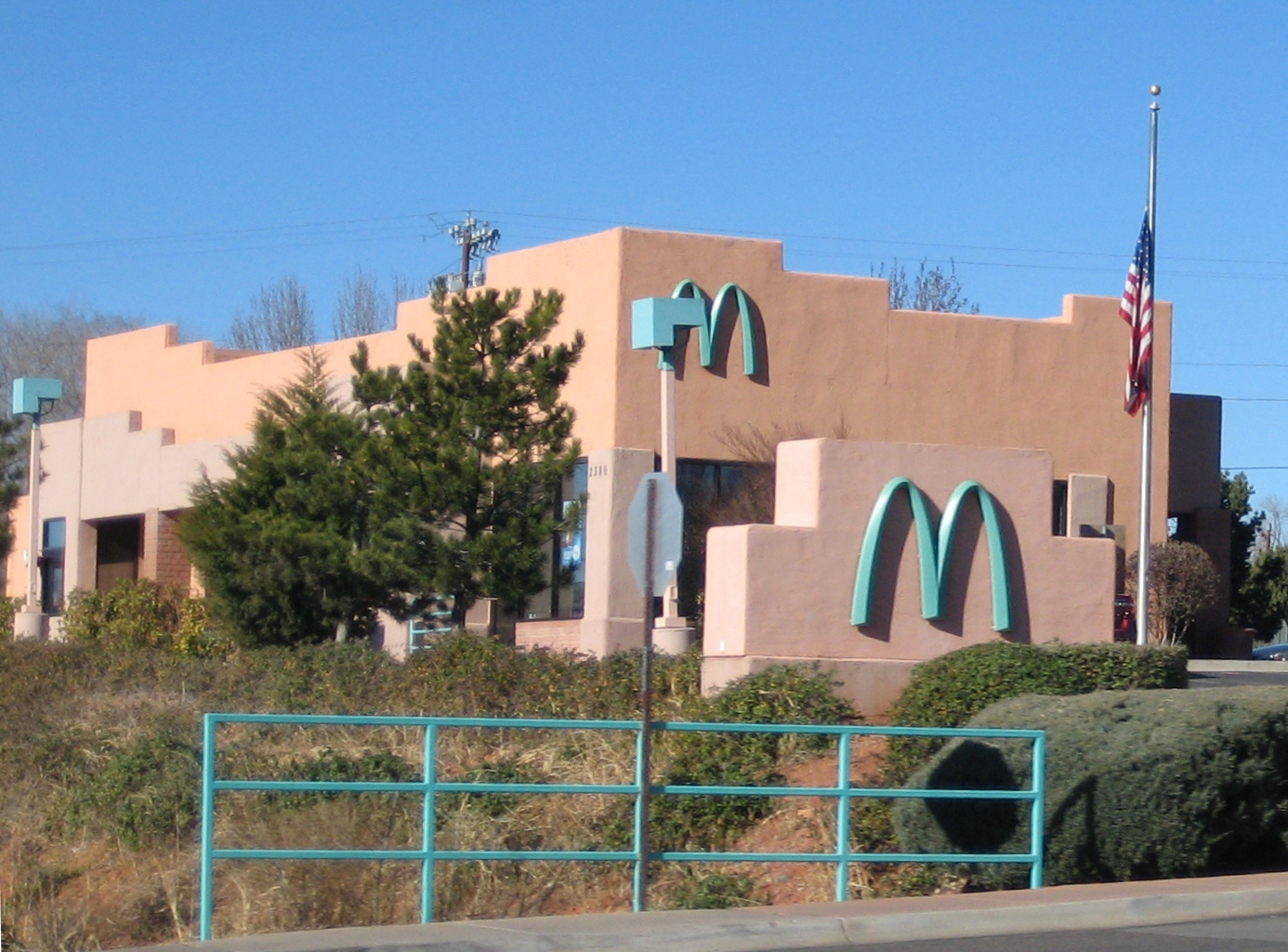
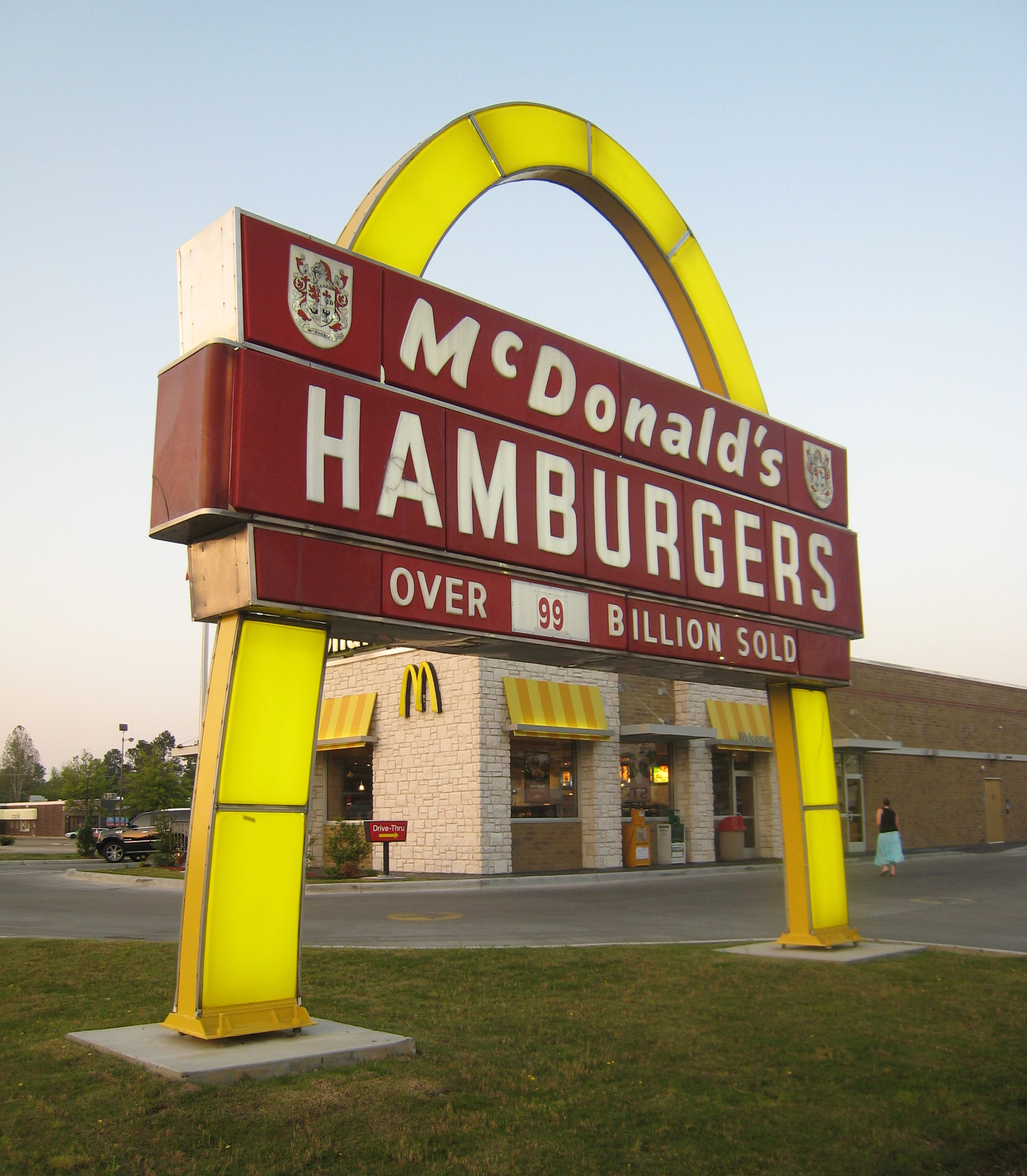